# Söderala kyrka

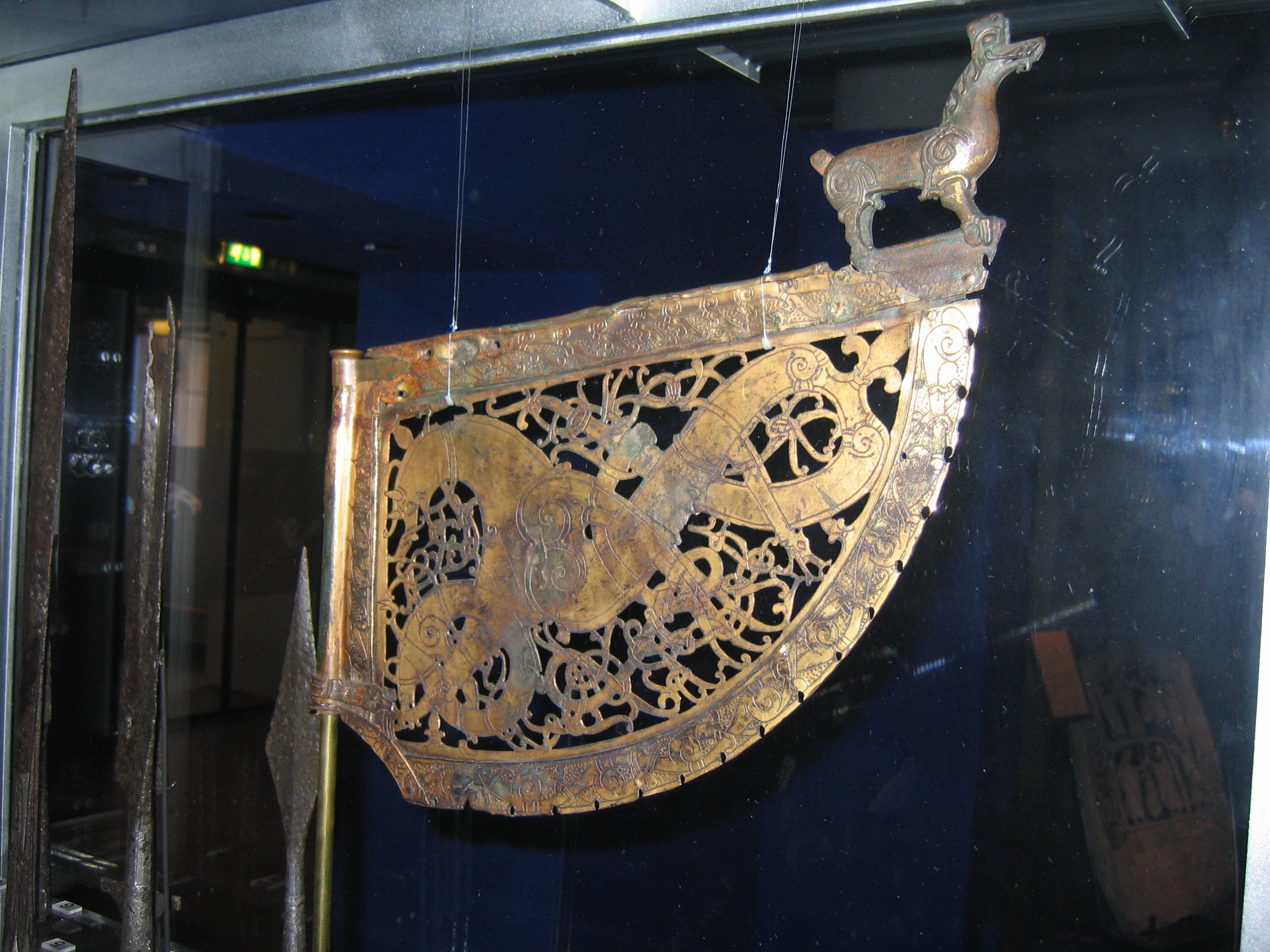
Söderalaflöjeln

Söderala kyrka är en kyrkobyggnad i Söderala cirka 6 kilometer väster om Söderhamn. Kyrkan är församlingskyrka i Söderala församling i Uppsala stift.

## Kyrkobyggnaden
Byggnaden är en korskyrka med centraltorn, sannolikt byggd för den första prosten i prosteriet Alir (prosten bodde senare under medeltiden i Bollnäs). Plantypen påminner om Sigtunakyrkorna, framför allt om S:t Olov. Koret är försett med absid, däremot inte korsarmarna. En ursprunglig trappa i södra korsarmen tyder på att gråstensvalven i koret, korsmitten och korsarmarna är från kyrkans byggnadstid. Valven, avsaknaden av fönster i norr samt rester av en gotländsk sandstenportal i södra korsarmen talar för att kyrkan byggts vid 1200-talets början (Bonnier 1994, s. 119 ff.). Interiören är smyckad med målningar från 1500-talet. Kyrkan har restaurerats ett antal gånger, bland annat 1711-1712, 1746-ca 1752, 1903-1904 och 1963.
Vid renoveringen 1903-1904 byggdes kyrkan om radikalt efter ritningar av arkitekten Carl Möller. Bland annat skulle tornet byggas på med 2,5 meter för att klockorna skulle kunna flyttas upp i kyrkan från sin tidigare plats i klockstapeln. Under takarbetena blottades de medeltida takmålningarna som tidigare kalkats över. Söderala kyrkostämma beslutade sig efter någon månad för att restaurera målningarna. Vissa målningar ansågs dock stötande och de skrapades därför bort efter fotograferingen . Klockstapeln, vilken inte längre behövdes, flyttades upp på det närbelägna Baggberget. Vid renoveringen i kyrkan 1903, upptäcktes flera lik varav en del balsamerade och med fortfarande tydliga anletsdrag.

## Inventarier
Här finns en kopia av Söderalaflöjeln , en vindflöjel från ca 1025 och som anses vara ett av landets finaste konstsmiden.

### Orgel
- 1736 köptes ett orgelverk från Sundsvall.
- 1740 byggde Daniel Stråhle en orgel med 9 stämmor.[4] 1748 renades och stämdes orgeln av Jonas Gren, Stockholm. 1773 reparerades och rensades orgelverket av Petter Qvarnström, Sundsvall.[5][6][7]
- 1874 byggde P L Åkerman & Lund, Stockholm en orgel med 16 stämmor, två manualer och pedal.
- Den nuvarande orgeln byggdes 1964 av Åkerman & Lunds Nya Orgelfabriks AB, Knivsta. Orgeln är mekanisk med slejflådor. Den har ett tonomfång på 56/30.

| Huvudverk I      | Bröstverk II      | Pedal           | Koppel |
| Rörflöjt 8'      | Gedackt 8'        | Subbas 16'      | I/P    |
| Principal 4'     | Rörflöjt 4'       | Principal 8'    | II/P   |
| Spetsflöjt 4'    | Principal 2'      | Flöjt 4'        | II/I   |
| Waldflöjt 2'     | Nasat 1 1⁄3'      | Kvintadena 2'   |        |
| Mixtur IV 1 1⁄3' | Sesquialtera II   | Rauschkvint III |        |
| Dulcian 8'       | Scharf II         | Fagott 16'      |        |
|                  | Regal 8'          |                 |        |
|                  | Tremulant         |                 |        |
|                  | Crescendosvällare |                 |        |